# Lubeca Lübecker Marzipan-Fabrik v. Minden & Bruhns
Die Lubeca Lübecker Marzipan-Fabrik v. Minden & Bruhns GmbH & Co KG ist der führende Hersteller von Lübecker Marzipan und Nougatmassen, Schokoladenkuvertüren sowie Haselnuss- und Mandelpräparaten als Halbfabrikate für die Weiterverarbeitung.
Das Unternehmen agiert weltweit und beliefert Konditoren und Bäcker, Chocolatiers, Patissiers sowie Unternehmen der Süß- und Backwarenindustrie in über 40 Ländern der Erde. Lubeca ist neben Martens Backbedarf (gegründet 1911 von Johannes Heinrich Friedrich Martens) der einzige Hersteller von Lübecker Marzipan als Rohmasse. Das Marzipan wird auch heute noch nach einer über 100 Jahre alten Tradition in Granitwalzwerken fein gewalzt und in offenen, rotierenden Kupfer-Röstkesseln abgeröstet. Lübecker Marzipan ist eine nach EU-Recht geschützte geografische Herkunftsbezeichnung.

## Geschichte
Die Lubeca Lübecker Marzipan-Fabrik wurde am 1. Mai 1904 gegründet. 1910 wurde der Gründer und Inhaber der Hamburger Pralinenfabrik Jebsen & Co., Friedrich Bluhme Jebsen († 1960), Teilhaber der Lübecker Marzipan-Fabrik und 1917 Alleininhaber. Heute gehört das Unternehmen der 1963 errichteten Friedrich Bluhme und Else Jebsen-Stiftung. Ziel der Stiftung ist es, mit den ihr zufließenden Erträgen aus dem Stiftungsvermögen ausschließlich und unmittelbar mildtätige, gemeinnützige, kirchliche und kulturelle Anliegen in der Region Lübeck zu fördern.